# Crotalogía

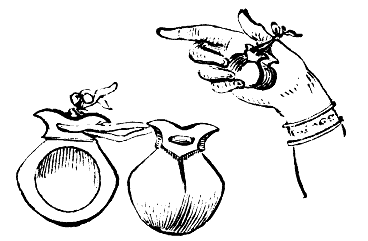
Castanyoles. Separades i posades en una mà

La Crotalogía o ciencia de las castañuelas és una obra humorística basada en un suposat mètode científic de l'art de tocar les castanyoles. Amb el pseudònim de Francisco Agustín Florencio, l'autor veritable (Juan Fernández de Rojas) exposa una sèrie d'arguments que critiquen els nombrosos tractats sobre temes variats que presenten un tema poc important imitant formalment l'estil científic de les obres transcendents.